# Mussaenda nannanii
Mussaenda nannanii är en måreväxtart som beskrevs av Herbert Fuller Wernham. Mussaenda nannanii ingår i släktet Mussaenda och familjen måreväxter. Inga underarter finns listade i Catalogue of Life.